# KwaZulu-Natal
KwaZulu-Natal är en provins i Sydafrika, vid landets sydöstra kust. Provinsen gränsar till Moçambique och Swaziland i norr samt Lesotho i väst, och har 10 259 230 invånare på en yta av 92 100 km². Dess huvudstad är Pietermaritzburg, medan Ulundi är det traditionella huvudsätet för zulumonarken. Största stad är Durban.

## Natur
Landskapet domineras av den subtropiska kustlinjen, savannen i öst och bergen i Drakensberg (nästan 3 500 meter över havet) i väst. Mellan kustslätten och Drakensberg ligger landskapet i terrasser. Strida och korta floder skär sig ner i djupa dalar, bland andra floden Tugela, som bildar världens näst högsta vattenfall. Klimatet är subtropiskt vid kusten, men mer tempererat högre upp. Nederbörden kommer mest om sensommaren. Vid kusten finns subtropisk skog, längre upp savann.

## Geografi

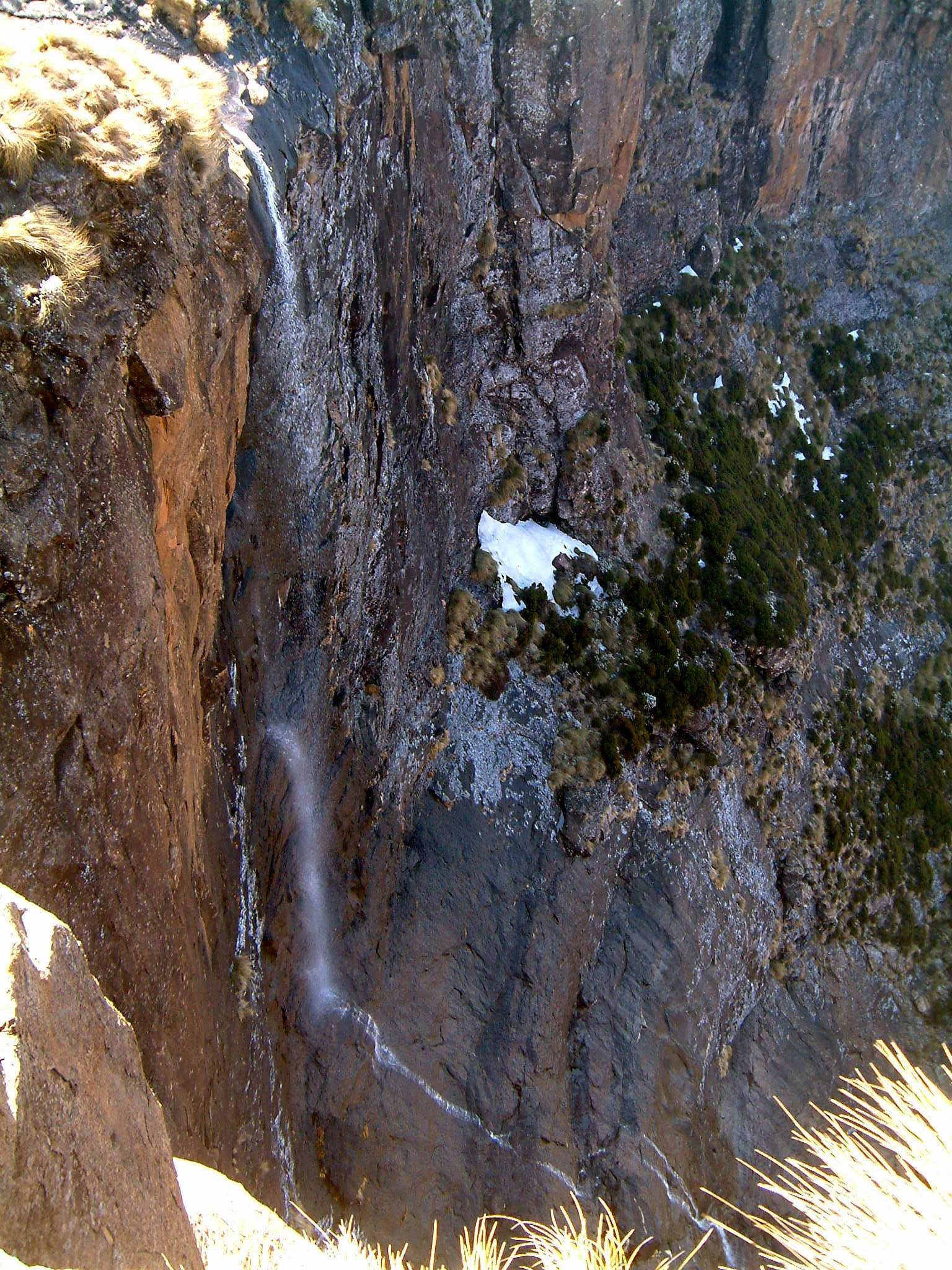
Tugelafallen

KwaZulu-Natal är med sina 92,100 km nästan lika stort som hela Portugal. Provinsen har tre olika geografiska områden. Den första är låglandsregionen längs med Indiska oceanen som är extremt begränsad. Den andra regionen är Natal Midlands som är en vågformig bergig platå som reser sig västerut. I den tredje regionen ingår två bergiga områden, Drakensberg i väster och Lebombobergen i norr. Drakensberg bildar en stor vägg som reser sig över 3 000 meter över havet och ligger nära gränsen till Lesotho. Lebombobergen är gamla granitberg som bildar långa parallella områden löpande söderut mot Swaziland. Den största floden i området heter Tugela och flyter fram från väst till öst över provinsen. 
Kustområdena har subtropiskt klimat, djupa raviner och branta sluttningar medan mitten av regionen har fuktiga gräsmarker. De norra delarna i provinser har mestadels fuktig savann. 

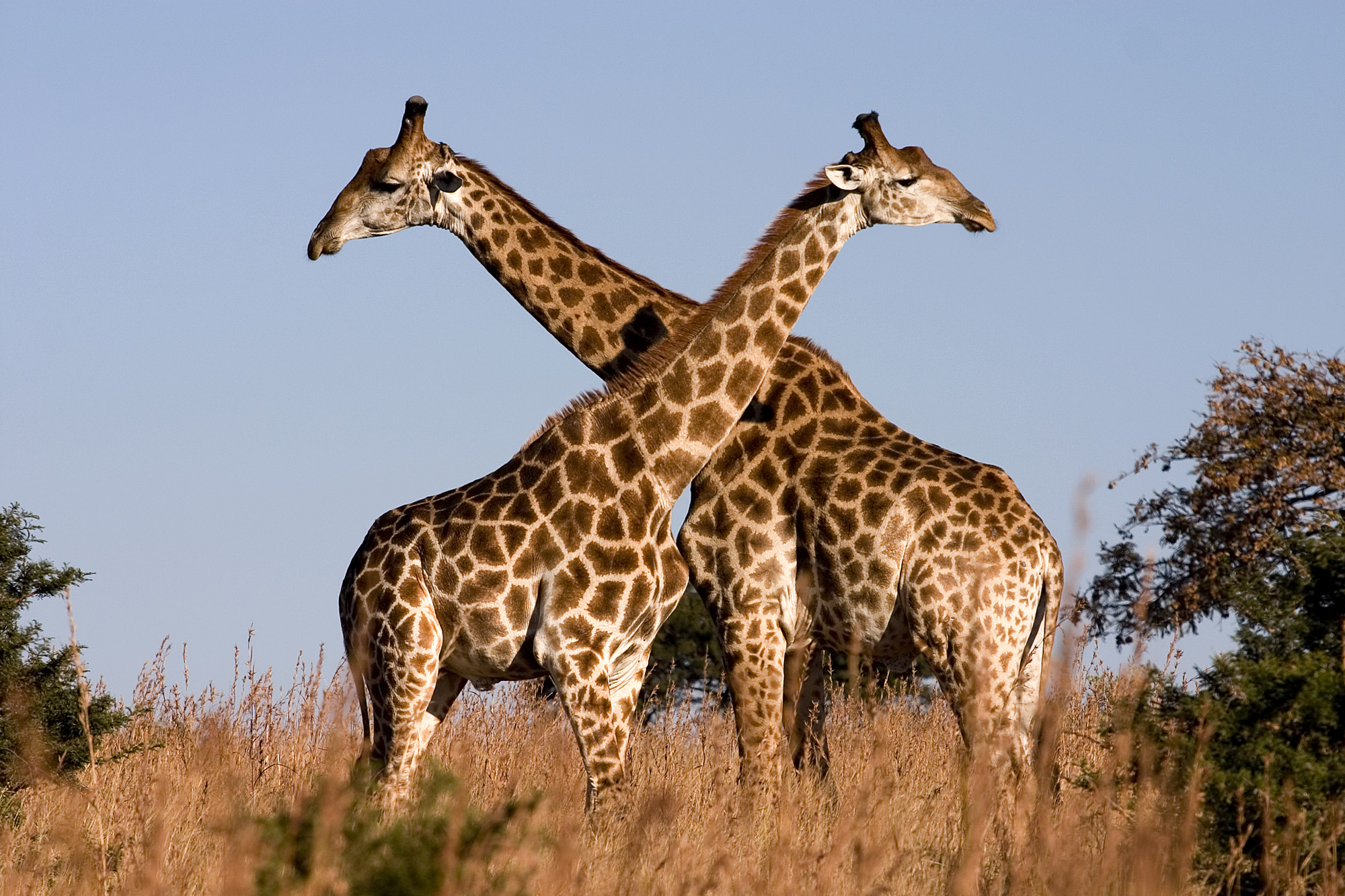
Giraffer i viltreservatet Ithala.

Provinsen innehåller rika områden med biologisk mångfald av olika djur, växter och bergarter. Områdena kring iSimangaliso Wetland Park och uKhahlamba Drakensberg Park har förklarats som ett världsarv av Unesco. iSimangaliso Wetland Park, tillsammans med uKhahlamba Drakensberg Park och Ndumo är våtmarker som har internationell betydelse för flyttfåglar och betecknas som Ramsarområden. Sydafrika undertecknade år 1971 Ramsarkonventionen för att försöka bevara och skydda viktiga våtmarker på grund av deras betydelse av olika livsmiljöer för många arter.

### Klimat
KwaZulu-Natal har ett varierande ännu grönskande klimat tack vare olika, komplexa topografier. Generellt är kusten subtropisk, men inlandet blir successivt kallare. Durban på sydkusten har en årlig nederbörd på 1 009 mm och temperaturen i området ligger på 25–28 grader Celsius mellan januari och mars, men inåt landet sjunker temperaturen ytterligare några grader. Områdena kring Drakensberg kan uppleva tunga vintrar med snö, och ibland kan det även under sommarperioden komma snö på de högsta topparna. KwaZulu-Natals norra kust har det varmaste klimatet och den högsta luftfuktigheten i landet vilket gör att det är ett perfekt klimat för att odla sockerrör.

## Befolkning

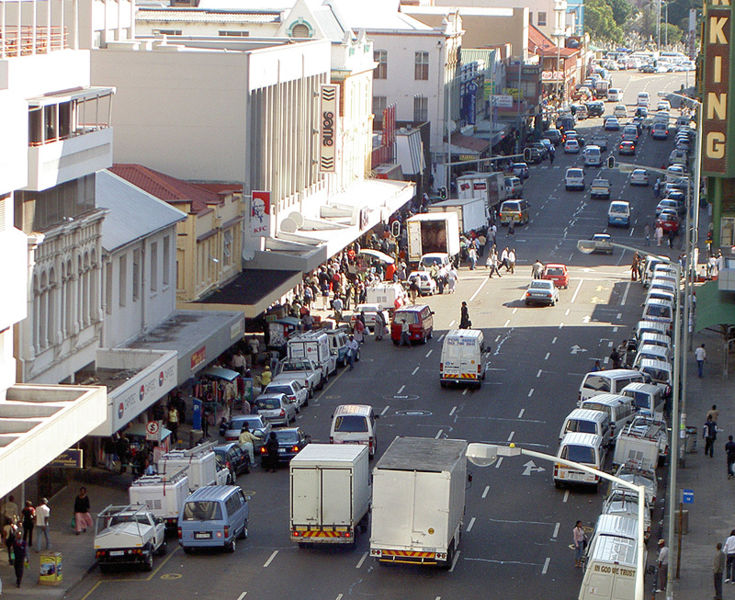
Centrala Durban

Ungefär 80 % av befolkningen är zulutalande, 2 % afrikaanstalande, resten engelsktalande. Huvuddelen av Sydafrikas indiska befolkning bor i provinsen. KwaZulu-Natal lider av en mycket stor arbetslöshet, och många flyttar till Gauteng för att få arbete.

## Näringsliv
Jordbruk är en viktig näring i provinsen; bland annat odlas sockerrör i stor skala, liksom majs och andra sädesslag. Savannerna utgör utmärkt betesmark. I norr finns rika kolfyndigheter, och man utvinner även titanjärnmalm. Provinsen producerar livsmedel, textil och gödsel, samt har stor kemisk och metallurgisk industri och stålproduktion. Längs kusten ligger en rad turiststäder. KwaZulu står för 16,7 % av Sydafrikas BNP. I provinsen finns flera universitet och högskolor, bland andra University of KwaZulu-Natal och Durban Institute of Technology.

## Historia
Provinsen bildades efter apartheids fall 1994, genom att den tidigare provinsen Natal och bantustanet KwaZulu slogs ihop.